# Huertos Experimentales Wolfskill
El Huertos Experimentales Wolfskill en inglés: « “Wolfskill Experimental Orchards” » son terrenos de cultivo y repositorio de variedades de plantas de interés agrícola y económico con aproximadamente 156 acres (0.64 km²)() de extensión a lo largo de las orillas del arroyo Putah Creek, en la parte sur del campus de la Universidad de California en Davis entre Davis y Winters, California.

## Localización
Las temperaturas en Davis a lo largo del año varían entre 14 y 118 °F (-10 a 48 °C), y el promedio anual de lluvia es de 19 pulgadas (483 mm).
University of California, Davis, One Shields Avenue, Davis, Yolo county California CA95616–95618 United States of America-Estados Unidos
Emplazamiento:"Wolfskill Experimental Orchards" 4334 Putah Creek Road Winters, CA 95616
Planos y vistas satelitales.38°31′59.98″N 121°42′13.04″O / 38.5333278, -121.7036222

## Historia
Los terrenos que abarca los « “Wolfskill Experimental Orchards” » fueron transferidos a la Universidad de California en tres parcelas separadas:
- Los 108 acres originales fueron donados por la hija de John, Frances Wolfskill Wilson,[2] en 1934.
- « “The Wilson tract” », de 28 acres, fueron donados por Frances Wolfskill Wilson en 1953.
- « “The Masson tract” », de 20 acres, fueron donados por "Masson Land Enterprises" en 1985.[3]

Desde que la Universidad adquirió la propiedad Wolfskill en 1938, la mayoría de la tierra se ha utilizado para proyectos de evaluación de cultivares. El Dr. Warren Tufts, Presidente de la División de Pomología (1933-56), señaló en un documento de planificación de 1946 que los 100 acres en Winters estaban ocupados por programas de cultivo de albaricoques, melocotones, almendras y ciruelas. Desde 1946, se han plantado muchas especies adicionales y los tipos de proyectos se han diversificado, pero la mayoría de la tierra se sigue utilizando para programas de mejoramiento y evaluación de germoplasma, desarrollo y preservación.
En 1980, el Departamento de Pomología y la Universidad de California en Davis, firmaron un contrato de arrendamiento a largo plazo con el Servicio de Investigación Agrícola (ARS) del Departamento de Agricultura de los Estados Unidos (USDA) para establecer los huertos del « “National Clonal Germplasm Repository” » ("Repositorio Nacional de Germoplasma Clónico") en Wolfskill.
Desde 1980, la tierra restante se ha utilizado para la investigación pomológica llevada a cabo por la facultad del Departamento de Pomología (ahora, Departamento de Ciencias Vegetales de la UC Davis). Durante los últimos 30 años, la mayor parte de la tierra administrada por el Departamento se ha utilizado para tres tipos de actividades:
- Germoplasma de mejoramiento de plantas
- Bloques de evaluación para investigación y educación, y
- Estudios hortícolas y fisiológicos.[3]

## Colecciones vegetales
Los « “Wolfskill Experimental Orchards” » representa solo una de las 32 ubicaciones en todo el país del « “U.S. National Plant Germplasm System” » ("Sistema Nacional de Germoplasma Vegetal de Estados Unidos"). Esta organización recibió un gran aumento de fondos del "Departamento de Agricultura de los Estados Unidos" después de que una enfermedad fúngica casi destruyera la cosecha de maíz de la nación en 1970. Los botánicos lograron detener esa plaga volviendo a los híbridos de maíz más resistentes que la mayoría de los agricultores abandonaron hace mucho tiempo, pero el evento sirvió como una fuerte advertencia de lo que podría suceder fácilmente en ausencia de un suministro de material genético listo para usar en el cruce.

### Higos
Los higos se originaron en la región del Mediterráneo oriental y se han cultivado durante miles de años. Popular entre los antiguos griegos y egipcios, las primeras higueras llegaron a California con los misioneros españoles a finales del siglo XVIII. Varios tipos siguieron llegando en las décadas siguientes, y mediante injertos experimentales, los mejoradores de plantas han producido muchas variedades únicas en California, incluidos los higos 'Stanford', 'Sierra', 'Conadria', 'Tena' y 'DeRid'.
A fines de los años 1800 apareció procedente de Turquía el muy querido higo Smyrna hoy en día llamado "Calimyrna" en los Estados Unidos, pero varios años después los jóvenes huertos del Valle Central aún no daban fruto. Surgieron las sospechas entre los agricultores.
"Los granjeros sintieron que habían sido engañados por los turcos para comprar higueras estériles", según dijo Garrison.
Finalmente, los agricultores y botánicos descubrieron que estos árboles, a diferencia de la mayoría de los otros higos, requerían polinización de un insecto conocido en Europa simplemente como la "avispa de higo" (Blastophaga psenes). Este insecto permanece durante largos períodos dentro del cabrahigo incomible, que proporciona el polen requerido . Entre 1890 y 1899, los agricultores aseguraron numerosos envíos de este higo desde Grecia, Argelia y Asia Menor. Tomó algo de tiempo y experimentación, pero en 1900 los productores del Valle Central finalmente lograron polinizar sus huertos y producir la primera cosecha de higos de tipo Smyrna en California. En la actualidad, la industria del higo comercial del estado se centra principalmente en Fresno y ocupa 13,000 acres de tierra del San Joaquin Valley.
En los últimos años, el huerto ha visto aumentar drásticamente el interés del público en los higos. Aparte de las razas comerciales comunes de higos en California, como 'Black Mission', 'Kadota' y 'Brown Turkey', allí crecen hileras e hileras de variedades que no se cultivan normalmente, tales como 'Violette de Bordeaux'; 'Panaché; y 'Pied de Boeuf'. En total en Wolfskill se albergan 274 variedades de higos del género Ficus.

### Uvas
Los especímenes más destacados de Wolfskill son sin duda las uvas. A lo largo de los ocho kilómetros de enrejado crecen 3.000 variedades diferentes de Vitis vinifera. Entre estas, hay rarezas sabrosas como la uva 'Suavis', que se dice que posee un sabor tan fuerte que golpea a uno como el perfume ingerido, y el 'Sultana Marble', una deliciosa variedad albina completamente incolora. En total, hay aproximadamente 600 uvas de mesa de calidad en el viñedo Wolfskill y muchas más que pueden producir vino comercializable. Unas pocas variedades de Vitis vinifera, como 'Thompson Seedless', 'Merlot' y 'Zinfandel', que juntas ocupan 800,000 acres de viñedos de California.
"A medida que avanza el fitomejoramiento, muchas de estas variedades antiguas se quedan atrás", dijo Ed Stover, conservador y líder de investigación en Wolfskill. "Pero nos aferramos a ellos para preservar el material genético y evitar que caiga en el olvido".
Aproximadamente una docena de razas nuevas ingresan a la vasta colección Wolfskill cada año, y Stover se encuentra actualmente prospectando bosques remotos de la nación de Georgia, justo al este del Mar Negro, para recolectar más especímenes. Está buscando nuevas variedades de uva mientras mantiene un ojo avizor para Vitis sylvestris, el ascendiente silvestre original de todas las uvas de vino y de mesa que conocemos hoy en día. Mientras que varias naciones en el este del Mediterráneo y en la región del Cáucaso afirman ser la antigua madre patria de las uvas, Stover busca en los bosques de Georgia.

### Otras
Otras colecciones vegetales de los « “Wolfskill Experimental Orchards” » incluyen casi 500 variedades de nueces, 150 variedades de granadas, 200 variedades de pistachos, 1.200 variedades de ciruelas y 140 variedades de aceitunas. La granja también cultiva numerosas variedades de albaricoques, fresas, cerezas, caquis, moras, kiwis, almendras y melocotones.